# Beringov prolaz
Beringov prolaz je tjesnac između najistočnije točke (169º44'W) Azije i najzapadnijeg mjesta Amerike (168° 05' W), što znači da se proteže između Rusije i SADa (Aljaska).
Ovaj tjesnac kao i Beringovo more južno od njega dobili su ime po Vitusu Beringu, istraživaču iz Danske, koji je preplovio tjesnac 1728.

## Zemljopis
Prolaz je širok oko 85 km a dubina mu je samo oko 30 do 50 m. Spaja Čukotsko more na sjeveru (rubno more Arktičkog oceana) s Beringovim morem (najsjevernije rubno more Tihog oceana). Krajnja točka Azije na zapadu je rt Dežnjov, a na istoku to je rt Prince of Wales na Aljaski.
Kroz Beringov prolaz u kojem se nalaze Diomedovi otoci prolazi međunarodna datumska granica. Tjesnac se zaledi samo ponekad, kad se temperatura spusti ispod -70º C.

## Povijest

### Rana povijest
Prije još oko 10.000 godina, u razdoblju ledenog doba, Beringov prolaz je bio kopneni most - nazvan Beringija - između ova dva kontinenta koja sad razdvaja. Prema danas važećim teorijama, smatra se da su tim putem prvi ljudi došli u Sjevernu Ameriku. 

### Otkrivanje
Pred kraj vladavine Petra Velikog cijeli Sibir je već bio u ruskom posjedu. Još se nije znalo, da li postoji kopnena povezanost Sibira s Amerikom. Car je dao zadatak Vitusu Beringu, danskom pomorcu, da razjasni to pitanje. 
Bering je 1725. kopnom prešao Sibir do poluotoka Kamčatke, odakle je 1728. morskim putem jedreći prema sjeveru, stigao do Arktičkog oceana. Pri tome nije nigdje naišao na kopno. U kolovozu 1728. Bering zbog vrlo lošeg vremena na 67°18´ sjeverne širine okreće ekspediciju i vraća se na jug. Prošao je prolazom koji je kasnije po njenu dobio ime, no konačan dokaz da ne postoji kopnena veza između dvaju kontinenata time nije dobiven. Zbog toga, 5 godina kasnije Bering kreće na drugu ekspediciju. 
Kasnije je (tek 1736.) u Jakutskom arhivu pronađen izvještaj o putu ruskog Kozaka Semjona Dežnjeva, trgovca i lovca na krzna, koji je 1645. s družinom na brodicama krenuo od Kolime na istok. Ekspediciji je cilj bio doći morskim putem do rijeke Anadir na jugu Čukotskog poluotoka. Zbog lošeg vremena, vratili su se na polazište, i tek 1648. Dežnjov otkriva najistočniju točku Azije koja kasnije dobiva ime po njemu, rt Dežnjov.
Time je on bio prvi koji je dokazao odvojenost kopna Azije i Amerike 80 godina prije Beringa i 130 godina prije Cooka.

## Vanjske poveznice
|  | Zajednički poslužitelj ima još gradiva o temi Beringov prolaz |